# Zentrum für Projekte und Technologien zur Nutzung des Weltalls
Das Zentrum für Projekte und Technologien zur Nutzung des Weltalls (chinesisch 中國科學院空間应用工程与技術中心 / 中国科学院空间应用工程与技术中心, Pinyin Zhōngguó Kēxuéyuàn Kōngjiān Yìngyòng Gōngchéng yǔ Jìshù Zhōngxīn) der Chinesischen Akademie der Wissenschaften im Pekinger Stadtbezirk Haidian ist zuständig für die langfristige Planung, Konstruktion, Prüfung und Betreuung der Nutzlasten des bemannten Raumfahrtprogramms der Volksrepublik China. Direktorin des Zentrums ist seit Januar 2011 die Weltraumphysikerin Gao Ming (高铭, * 1964),
sie ist gleichzeitig Kommandantin des Nutzlastsystems beim bemannten Raumfahrtprogramm.
Zhao Guangheng (赵光恒), Trägheitsnavigationsingenieur und seit Januar 2011 Stellvertretender Direktor des Zentrums, ist Technischer Direktor des Nutzlastsystems.

## Geschichte
Die Vorgängerorganisation des Zentrums, die „Hauptabteilung Weltraumwissenschaften und -anwendungen“ der Chinesischen Akademie der Wissenschaften (中国科学院空间科学与应用总体部) wurde 1993 mit einem Personalstand von rund einem dutzend Männern und Frauen unter dem Dach des damaligen Zentrums für Weltraumwissenschaften und angewandte Forschung gegründet. Ihr Auftrag war, für die zweite Phase des bemannten Raumfahrtprogramms, das sogenannte „Projekt 921-2“, also ein kurzzeitig bewohntes Raumlabor, sinnvolle Nutzlasten vorzuschlagen. 1994 wurde die Hauptabteilung Weltraumwissenschaften mit dem Zentrum für Weltraumwissenschaften vereinigt, behielt aber für praktische Zwecke ihre Eigenständigkeit. Die nunmehr gut 30 Männer und Frauen befassten sich weiterhin nur mit dem Projekt 921-2, während der Schwerpunkt der anderen Wissenschaftler und Ingenieure bei Satellitenbau und Hochatmosphärenphysik lag. 1996 wurde diese Eigenständigkeit der mittlerweile mehr als 70 Personen umfassenden Forschergruppe durch die Einrichtung eines Hauptlabors (总体室) auch formal zum Ausdruck gebracht.
Nichtsdestotrotz arbeiteten die beiden Forschergruppen bis zum Abschluss der Shenzhou-5-Mission im November 2003, also während der ersten Phase des bemannten Raumfahrtprogramms, bei den Nutzlasten der Raumschiffe eng zusammen. So wurde eine gemeinsame Stromversorgung für alle Nutzlasten an Bord der Raumschiffmodule entwickelt, ein vereinigtes Datenverarbeitungssystem und ein Kommunikationssystem, das die Nutzlastdaten über die Antennen des Raumschiffs an die Erde funkte. Am Sitz des Zentrums für Weltraumwissenschaften im Pekinger Hochtechnologiebezirk Zhongguancun wurde mit Unterstützung des bemannten Raumfahrtprogramms ein „Zentrum für Nutzlastanwendungen“ (有效载荷应用中心) eingerichtet, eine Art Kontrollzentrum vergleichbar dem Payload Operation and Application Center (POAC) beim Europäischen Raumflugkontrollzentrum in Darmstadt, von dem aus die Nutzlasten gesteuert werden konnten, wo eine erste Aufbereitung der Daten stattfand und diese an die Betreiber der Nutzlasten weitergeleitet wurden.

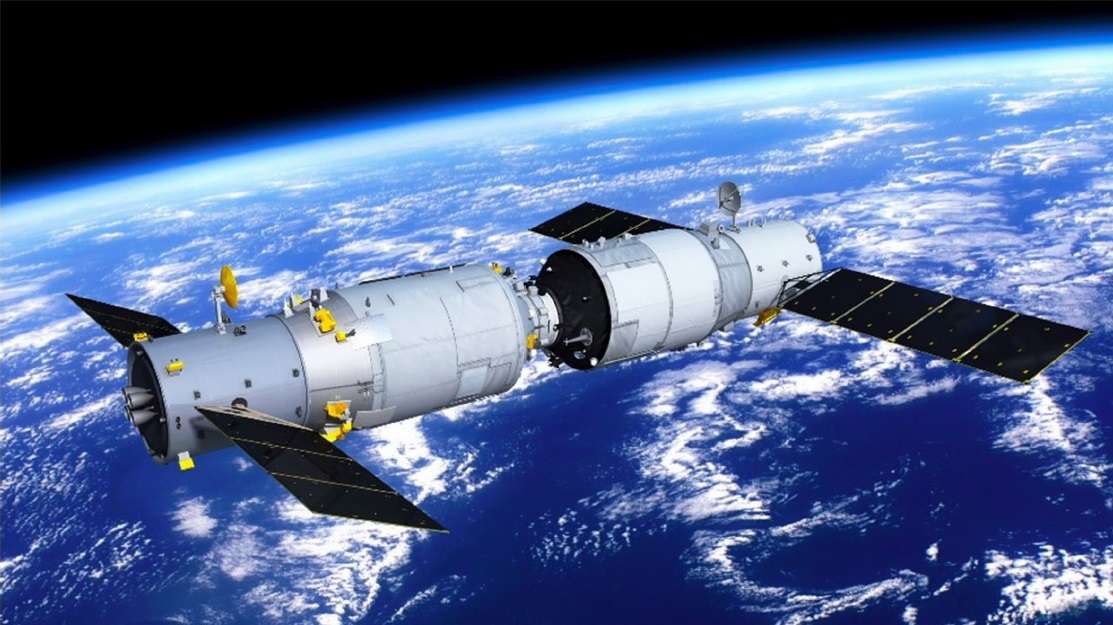
Tiangong 2 (rechts) mit dem Frachtraumschiff Tianzhou 1

Am 28. November 2003, nachdem Yang Liwei am 15. Oktober den ersten bemannten Raumflug Chinas absolviert und damit die erste Phase des Programms zum Abschluss gebracht hatte, wurden das Zentrum für Nutzlastanwendungen, das Hauptlabor und die dazugehörige Verwaltung aus dem Zentrum für Weltraumwissenschaften und angewandte Forschung herausgelöst und mit allen 96 Angestellten als „Hauptabteilung Weltraum“ (空间总体部) der aus sechs optischen und feinmechanischen Forschungsinstituten neu gebildeten „Akademie für Optoelektronik“ der Chinesischen Akademie der Wissenschaften (中国科学院光电研究院) in der Südlichen Dengzhuang-Str. 9, Stadtbezirk Haidian, eingegliedert. Die Weltraumphysikerin Gao Ming, die seit September 1994 beim Zentrum tätig gewesen war, zuletzt als Leiterin der Abteilung für die Aufstellung von Forschungsplänen und Verwaltungsleiterin, wurde stellvertretende Direktorin der neuen Akademie.
Im November 2010 – der Bau des Raumlabors Tiangong 1 näherte sich der Vollendung – beschloss die Betriebszelle der KPCh bei der Chinesischen Akademie der Wissenschaften, mit der Hauptabteilung Weltraum als Kern ein eigenständiges Zentrum für Projekte und Technologien zur Nutzung des Weltalls einzurichten. Im Januar 2011 nahm das Zentrum, damals noch mit dem Namenszusatz (筹) bzw. „(im Aufbau)“ seinen Betrieb auf, Direktorin wurde Gao Ming. Als Hauptaufgabe des neuen Zentrums wurde die Betreuung des Nutzlastsystems beim bemannten Raumfahrtprogramm sowie die Integration der entsprechenden Technologien definiert. Im August 2012, nach dem erfolgreichen Abschluss des Fluges von Shenzhou 9 zum Raumlabor, wurde die Gründung des Zentrums vom Büro der Kommission für die Reform des öffentlichen Sektors (中央机构编制委员会办公室, eine Abteilung des Zentralkomitees der Kommunistischen Partei Chinas)
offiziell genehmigt, der Namenszusatz „(im Aufbau)“ wurde entfernt. Bei der Vorstandswahl im Dezember 2012 wurde Gao Ming im Amt bestätigt, im Januar 2013 erfolgte die Eintragung als Institution (事业单位) und juristische Person. Zu diesem Zeitpunkt war das Zentrum in einen elfstöckigen Gebäudekomplex hinter der Akademie für Optoelektronik umgezogen,
bestehend aus einem Südgebäude, wo die Entwicklung der Nutzlasten stattfindet, und einem Nordgebäude, wo man sich mit Weltraumwetter befasst und die Schwerpunktlabors angesiedelt sind.

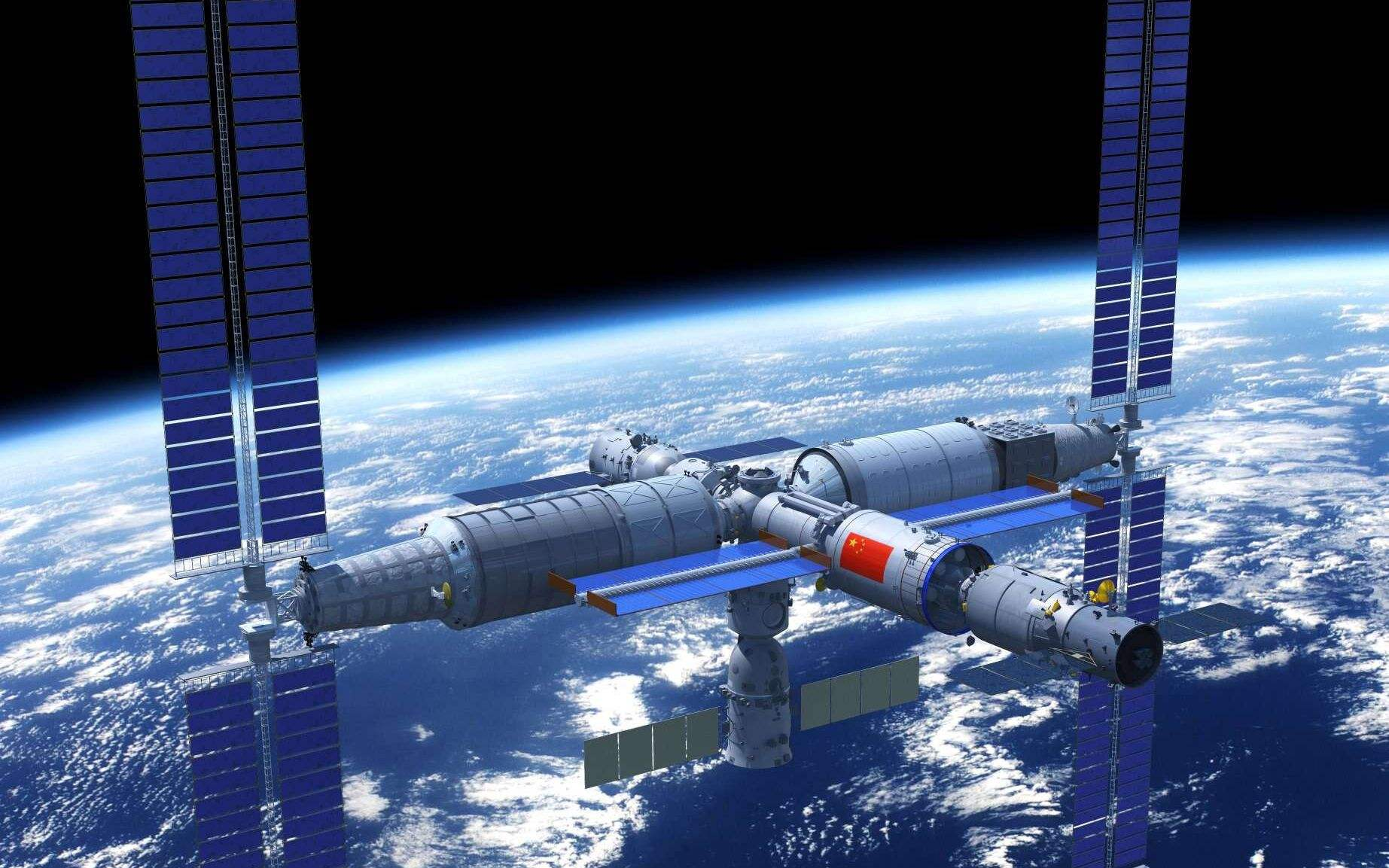
Chinesische Raumstation

Um den Herausforderungen beim Betrieb der Chinesischen Raumstation und der bemannten Monderkundung mit langen Aufenthalten im Weltall und von künstlicher Intelligenz unterstütztem Zusammenwirken von Mensch und Maschine gerecht zu werden, gründete die Abteilung für Waffenentwicklung der Zentralen Militärkommission als Betreiberin des bemannten Raumfahrtprogramms gemeinsam mit der Chinesischen Akademie der Wissenschaften 2018 das „Zentrum zur Unterstützung der Durchführung und Verwaltung des bemannten Raumfahrtprogramms der Volksrepublik China“ (中国载人航天工程运行与管理支持中心). Das neue Zentrum ist am Sitz des Zentrums für Projekte und Technologien zur Nutzung des Weltalls angesiedelt und bildet eine parallele Kommandoebene – abgesehen vom Schwerpunktlabor für Technologien zur industriellen Produktion im Weltall, wo Grundlagenforschung betrieben wird (siehe unten), greift das Unterstützungszentrum auf dieselben Verwaltungs- und technischen Abteilungen zu wie das Zentrum für Weltallnutzung.
Das Unterstützungszentrum ist dabei an die Weisungen des Büros für bemannte Raumfahrt gebunden, das Tagesgeschäft wird jedoch vom Zentrum für Weltallnutzung, also der Akademie der Wissenschaften, organisiert. Am 15. März 2019 nahm das Unterstützungszentrum den Betrieb auf.

## Organisationsstruktur
Im Jahr 2023 hatte das Zentrum für Projekte und Technologien zur Nutzung des Weltalls mit seinen gut 500 Mitarbeitern folgende Verwaltungsabteilungen:
- Hauptbüro (综合办公室)[14]
  - Antikorruptionsstelle (纪监审办公室)
  - Datenaufbereitung (信息化办公室)
- Abteilung für technische Aspekte (工程技术处)[15]
- Abteilung für Personalwesen und Studentenbetreuung (人事教育处)[16]
- Abteilung für Qualitätskontrolle und Schnittstellenstandards (质量标准处)[17]
- Abteilung für Beschaffungswesen (条件保障处)[18]
- Buchhaltung (财务处)[19]
- Abteilung für wissenschaftlich-technische Entwicklung (科技发展处)[20]
- Zentrum für internationale Zusammenarbeit (国际合作中心)[21]
- Büro des Unterstützungszentrums (支持中心办公室)

Dazu kommen noch die wissenschaftlich-technischen Abteilungen:
- Das 1994 gegründete Hauptlabor des Nutzlastsystems (系统总体研究室) plant und entwickelt die Experimente auf der Raumstation und bei der bemannten Monderkundung, baut die zur Unterstützung dieser Projekte nötigen Plattformen auf und organisiert die Gruppen aus Wissenschaftlern und Technikern, die das jeweilige Experiment von der Erde aus betreuen – die Raumfahrer im All haben die Geräte nur zu installieren und gegebenenfalls Probenbehälter auszuwechseln.[22]
- Das ebenfalls 1994 gegründete Zentrum für Betrieb und Steuerung der Nutzlasten (有效载荷运控中心) betreut von einem 330 m² großen Kontrollraum am Hauptsitz des Zentrums für Projekte und Technologien zur Nutzung des Weltalls in Haidian die laufenden Experimente.[23] Auf einem gut 1 ha großen Gelände in der Großgemeinde Xiwengzhuang des nördlichen Außenbezirks Miyun befindet sich die Bodenstation für Weltraumnutzung (空间应用地面站) mit einer 11-m-Parabolantenne zum Empfang der Daten.[24][25] Neben der Überwachung des ordnungsgemäßen Funktionierens der Nutzlasten ist das Zentrum auch für deren Wartung und Reparatur sowie die Auswechslung der Einschübe in den Laborschränken und der Außennutzlasten der Raumstation zuständig.[26]
- Das Zentrum für technische Integration (集成技术中心) ist zuständig für die Laborschränke auf der Raumstation, die Versorgung der Experimente in deren Einschüben mit Strom, Datenleitungen und einer stabilen Temperatur sowie die für die Steuerung nötige Software. Man befasst sich auch bereits mit Vorplanungen für die Laboreinrichtungen bei der bemannten Mond- und Tiefraumerkundung.[27]
- Das Labor für Elektronik und Datenverarbeitung (电子信息研究室) ist zuständig für das Glasfasernetz der Raumstation – während das 100-V-Stromnetz über Kontakte in den Koppeladaptern der Module gebildet wird, mussten die modulübergreifenden Datenleitungen während der Mission Shenzhou 15 bei Außenbordeinsätzen manuell installiert werden – Datenspeicherung und Datenverarbeitung auf der Station sowie die elektronische Steuerung der Nutzlasten. Daneben wird auch Grundlagenforschung zur Laserkommunikation im Weltall und Li-Fi-Technologie betrieben, letzteres auch im Hinblick auf terrestrische Anwendungen. Ein weiteres Forschungsfeld ist Edge Computing im Weltraum, insbesondere die effiziente Steuerung von Stromversorgung und Lebenserhaltungssystemen mittels eingebetteter Systeme sowie die Verbindung der über den Mond verteilten Forschungseinrichtungen über Echtzeit-Ethernet und Time-Sensitive Networking.[28]
- Das Labor für elektromagnetische Technologie (电磁技术研究室) entwickelte und baute am Sitz des Zentrums für Projekte und Technologien zur Nutzung des Weltalls einen 44,5 m hohen Fallturm, bei dem eine Kapsel mit einem Außendurchmesser von 1,5 m, einem Innendurchmesser von 0,8 m und einer inneren Höhe von 1 m nicht, wie zum Beispiel beim Fallturm Bremen mit einem Katapult,[29] sondern mit einem Linearmotor auf eine Höhe von 40 m gebracht[30] und dann entweder fallengelassen wird, um für 4 Sekunden eine annähernde Schwerelosigkeit von 10 μg zu simulieren, oder mit dem Linearmotor abgebremst wird, um eine reduzierte Schwerkraft von 1/6 g wie auf dem Mond oder 1/3 g wie auf dem Mars zu erreichen. Die Anlage hat den Vorteil, dass die Beschleunigung beim Start nur 5 g beträgt, anstatt 20 g bei einem Katapult, und dadurch auch mit Bioproben gearbeitet werden kann.[31] Außerdem entwickelt das Labor Stromversorgungsgeräte für die Raumstation, sowohl mit Steckverbindungen und Kabeln als auch mit induktiver Energieübertragung.[32]
- Das Labor für Weltraumproduktion (太空制造技术研究室) befasst sich primär mit drei Gebieten: die Mechanismen bei der Formgebung von Materialien unter den speziellen Bedingungen des Weltraums, Geräte für intelligente Produktion im Weltraum und In-situ-Nutzung von Ressourcen fremder Himmelskörper. Zu diesem Zweck gründete das Labor Anfang 2018 zusätzlich das Schwerpunktlabor der Chinesischen Akademie der Wissenschaften für Technologien zur industriellen Produktion im Weltall (中国科学院太空制造技术重点实验室), wo unter anderem Versuche zum Stereolithografie-3D-Druck von Keramikbauteilen aus mit einem Photopolymer vermischtem Regolith durchgeführt werden.[33] In mit dieser Methode hergestellten Formen wurden wiederum mittels Schleuderguss Metallbauteile hergestellt, die bessere Oberflächeneigenschaften aufwiesen als bei einer Herstellung auf der Erde. Die Präzision dieser bei Parabelflügen hergestellten Bauteile[34] liegt im Mikrometerbereich. Für das beim 3D-Druck verwendete selektive Elektronenstrahlschmelzen entwickelte man eine Elektronenkanone mit einem Wirkungsgrad von 60 %, mit der die Dichte von aus Regolith durch Sintern hergestellten Objekten stark erhöht werden konnte. Im Labor arbeitete die Elektronenkanone für mehr als 10.000 Stunden ohne dass die Kathode ausgewechselt werden musste. Zum Bau von großen Infrastruktureinrichtungen im Weltall entwickelte man ein unter Schwerelosigkeit hergestelltes Material aus faserverstärktem Polyetheretherketon, das gegen die in Bahnhöhen von 200–800 km auftretende Korrosion durch atomaren Sauerstoff[35] unempfindlich ist.[36]
- Das Labor für Weltraumerkundungstechnik (空间探索技术研究室) betreibt Grundlagenforschung zur Bahnmechanik von Raumflugkörpern, zur Bestimmung von Bahnelementen, Bahnkorrekturmanövern und autonomer Navigation. Es werden Missionsprofile entworfen und Steuermöglichkeiten mit chemischen und Ionentriebwerken berechnet, auch im Hinblick auf die Erkundung von Asteroiden im Tiefraum oder verteilte Systeme wie die Chinesische Raumstation mit ihren frei fliegenden Begleitmodulen. Man arbeitet an autonomen Navigationsmethoden, sowohl gestützt auf Navigationssatellitensysteme wie Beidou oder Elsternbrücke als auch mit sich nur aneinander orientierenden Raumflugkörpern wie bei der (unbemannten) Mission Chang’e 5.[37]
- Das Zentrum für Beurteilung und Prüfung von Software (软件评测中心) wurde 2004 gegründet, 2008 erhielt es die Genehmigung zur Prüfung von militärischer Software und 2013 zur Prüfung von auf Forschungssatelliten eingesetzter Software. Heute testet man Programme für digitale Signalprozessoren, Field Programmable Gate Arrays und Ein-Chip-Systeme mit der x86-Architektur, der Arm-Architektur etc., nicht nur für das bemannte Raumfahrtprogramm, sondern auch für militärische Satelliten, Kriegsschiffe und ballistische Raketen.[38]
- Das Zentrum für Zuverlässigkeitsmanagement (可靠性保障中心) wurde im Mai 2006 gegründet. Heute gibt es dort fünf Abteilungen: Arbeitsgruppe elektrische Bauelemente, Produktzentrum, Prüflabor für Bauelemente, Labor für Weltraumumgebung und Labor für elektromagnetische Verträglichkeit. Das Zentrum für Zuverlässigkeitsmanagement arbeitet nicht nur für das bemannte Raumfahrtprogramm, sondern testet auch Komponenten für die Mondsonden der Chang’e-Serie, die Forschungssatelliten des Weltraumwissenschaftlichen Prioritätsprogramms, die Beidou-Navigationssatelliten, die Gaofen-Erdbeobachtungssatelliten und kommerzielle Raumfahrtprojekte. Handelsübliche Bauteile (COTS) werden auf ihre Eignung für die Raumfahrt begutachtet, die Lötstellen von oberflächenmontierten Bauelementen überprüft und ganze Systeme auf ihre Zuverlässigkeit getestet.[39]
- Das Zentrum für Digitalprojekte (数字工程中心) ist verantwortlich für die verstärkte Anwendung von Digitaltechnik am Zentrum für Projekte und Technologien zur Nutzung des Weltalls. So entwickelt man digitale Zwillinge von Nutzlasten, an denen Fehler bei den realen Geräten auf der Raumstation dupliziert und Lösungsmöglichkeiten erprobt werden können. Außerdem bieten digitale Zwillinge eine Entscheidungshilfe bei der Genehmigung von beantragten Forschungsprojekten und können danach zur Optimierung der Versuchsabläufe verwendet werden, bevor man die entsprechenden Geräte baut und ins All schickt. In Vorbereitung der bemannten Monderkundung werden Simulationen mit dem einfallenden Sonnenlicht auf dem Mond, den TT&C-Ressourcen abhängig von anderen Nutzern der Relaissatelliten und der Bedienbarkeit durch die Raumfahrer durchgeführt. Man führt Simulationen zu den Logistikproblemen bei längeren Aufenthalten im Tiefraum durch – zunächst für die geplante Raumstation in einem entfernten rückläufigen Orbit um den Mond – und arbeitet daran, diese durch die Nutzung von örtlichen Ressourcen zu lösen, vor allem was Wasser, Sauerstoff und wichtige Mineralien betrifft. Um die mineralischen Ressourcen, wie zum Beispiel Uran als Energiequelle, besser nutzen zu können, werden die Aufnahmen von Fernerkundungssatelliten mittels Massendaten-Technologie ausgewertet.[40]
- Das Zentrum für die Ausweitung der Nutzung (应用发展中心) ist für die langfristige, strategische Planung der Nutzung der Chinesischen Raumstation zuständig. Sowohl in Zusammenarbeit mit dem Büro der Vereinten Nationen für Weltraumfragen[41] als auch allein werden Anträge von Nutzlastbetreibern aus dem In- und Ausland begutachtet und die mit der vom Zentrum definierten Ausrichtung der Raumstation in Einklang stehenden ausgewählt. Das Zentrum gibt die nur für den internen Dienstgebrauch (内部) freigegebene Zeitschrift „Entwicklungen bei Weltraumwissenschaft und -nutzung in der bemannten Raumfahrt“ (载人航天空间科学与应用动态) heraus, die sich mit den Nutzlasten auf der ISS befasst.[42]
- Das Zentrum für Datenaufbereitung (工程信息中心) legt die Regeln für die Veröffentlichung von Nutzlastdaten fest, ist zuständig für deren Aufbereitung in Tabellen und Grafiken sowie die katastrophensichere Datenspeicherung. Es nimmt die Anträge von Nutzern auf Dateneinsicht entgegen und genehmigt sie, wobei das Ziel ein maximaler Nutzen für Wissenschaft und Wirtschaft ist.[43]

Da bei den Forschungsprojekten auf der Raumstation auch vertrauliche Hochtechnologie entwickelt wird, finden für die Mitarbeiter des Zentrums für Projekte und Technologien zur Nutzung des Weltalls vierteljährliche Schulungen zur Geheimhaltung statt, mit Aufklärung über die juristische Sachlage – Rechtsgrundlage sind das Gesetz zur Wahrung von Staatsgeheimnissen vom 29. April 2010 und die dazugehörigen Ausführungsbestimmungen vom 17. Januar 2014 – sowie Lehrfilmen über Verhaltensweisen, die einen Verstoß gegen besagtes Gesetz darstellen, und Vorfälle, die die Alarmglocken schrillen lassen sollten.

## Lehre
Neben seiner Aufgabe bei der Entwicklung und Betreuung von Nutzlasten fungiert das Zentrum für Projekte und Technologien zur Nutzung des Weltalls auch als Campus der Universität der Chinesischen Akademie der Wissenschaften. Es werden keine Studiengebühren erhoben,
und für die Miete im zentrumseigenen Wohnheim, das Kantinenessen, Krankenversicherung etc. werden Stipendien angeboten: 700 Yuan Grundstipendium pro Monat für angehende Diplomingenieure, 1300 Yuan/Monat für Doktoranden. Dazu kommen noch bis zu 700 Yuan/Monat für Ingenieurstudenten und Doktoranden, die gute Prüfungsergebnisse erzielen oder bei Projekten des Zentrums nützliche Ideen beitragen. Ingenieurstudenten ab dem zweiten Studienjahr können sich als Assistenten bis zu 1400 Yuan/Monat dazuverdienen, Doktoranden bis zu 1800 Yuan.
Studenten, die auf Zigarettenkonsum, häufige Kinobesuche (in Peking bis zu 100 Yuan pro Vorstellung) etc. verzichten, können damit kostenneutral einen Abschluss machen, die Anstellungsrate für Absolventen des Zentrums liegt bei 100 %.
15 der am Zentrum tätigen Professorinnen und Professoren haben die Berechtigung, Doktoranden zu betreuen,
dazu kommen noch einmal 12 Dozenten, die sich ausschließlich um angehende Ingenieurstudenten kümmern.
Im Dezember 2018 waren am Zentrum 73 Doktoranden und 101 Ingenieurstudenten eingeschrieben. Für Doktoranden werden folgende Studiengänge angeboten, bei denen sie die meiste Zeit an Projekten mitarbeiten:
- Computeranwendungen
- Signal- und Datenverarbeitung
- Betreuung von wissenschaftlichen und ingenieurtechnischen Projekten

Für Diplomingenieure gibt es folgende praxisbezogene Studiengänge:
- Betreuung von wissenschaftlichen und ingenieurtechnischen Projekten
- Computeranwendungen
- Konstruktion von Flugkörpern

Daneben gibt es noch folgende Ingenieurstudiengänge mit ganztägigem Unterricht:
- Informatik
- Nachrichtentechnik[51]